# تحریم المپیک تابستانی ۱۹۸۴

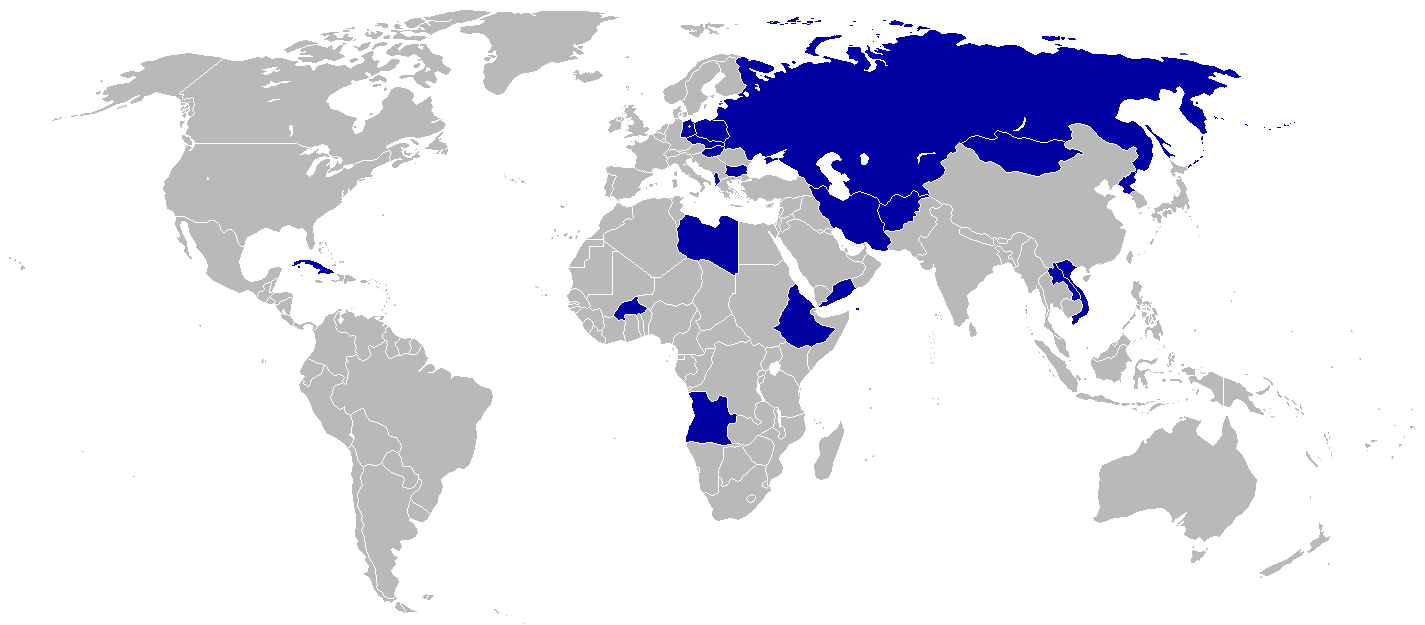
کشورهایی که بازی‌های ۱۹۸۴ را تحریم کردند، آبی رنگ هستند

تحریم بازی‌های المپیک تابستانی ۱۹۸۴ (انگلیسی: 1984 Summer Olympics boycott) تحریم بازی‌های المپیک تابستانی ۱۹۸۴ به ابتکار اتحاد جماهیر شوروی و برخی از کشورهای اقمار آن در پاسخ به تحریم بازی‌های المپیک تابستانی مسکو توسط ایالات متحده آمریکا و متحدینش صورت گرفت. چهارده کشور بلوک شرق یا نزدیکان آن این بازی‌ها را تحریم کردند. تعداد زیادی از رشته‌هایی که ورزشکاران این کشورها معمولاً در آن مدال می‌آوردند به شدت از این تحریم آسیب دیدند. به موازات بازی‌های لس‌آنجلس، کشورهای تحریم‌کننده بازی‌های دوستی را در ماه‌های ژوئیه و اوت ۱۹۸۴ برگزار کردند.

## اعلام تحریم
اتحاد جماهیر شوروی در بیانیه‌ای به تاریخ ۸ مه ۱۹۸۴ قصد خود را برای تحریم بازی‌های المپیک اعلام کرد. این بیانیه استناد می‌کند به «دلایل امنیتی، احساسات شدید وطن‌پرستی افراطی و هیستری ضدشوروی موجود در ایالات متحده». یک مقام عالیرتبه آمریکا بعدها اذعان کرد که ایالات متحده به بیانات جانبدارانه شوروی‌ها قبل از این بیانیه بی‌اعتنایی کرده بود و با وجود همه علائم پیشین، از این بیانیه رسمی «به شدت متحیر» شد.
بعد از این بیانیه، کشورهای بلغارستان و آلمان شرقی در تاریخ ۱۰ مه، مغولستان و ویتنام در تاریخ ۱۱ مه، لائوس و چکسلواکی در تاریخ ۱۳ مه، تحریم بازی‌ها را اعلام کردند. اما جمهوری خلق چین شرکت خود را در این بازی‌ها تأیید کرد.
کمی بعد، افغانستان نیز به جرگه کشورهای تحریم‌کننده پیوست. همچنین مجارستان در تاریخ ۱۶ مه و لهستان در تاریخ ۱۷ مه بازی‌ها را تحریم کردند. مجارستان اعلام کرد که جان ورزشکاران آن در لس‌آنجلس در خطر خواهد بود، و لهستان نیز تحریم بازی‌های قبلی توسط ایالات متحده را دلیل تحریم خود اعلام کرد.
در تاریخ ۲۴ مه، کوبا نیز اعلام کرد که بازی‌ها را تحریم می‌کند و یمن جنوبی نیز بنا به نوشته لس‌آنجلس‌تایمز به دلیل رابطه‌اش با کشورهای مارکسیست به آنها پیوست. کره شمالی بعد از این کشورها سیزدهمین کشوری بود که تحریم بازی‌ها را اعلام کرد. چند روز بعد، اتیوپی نیز اولین کشور آفریقایی بود که تحریم بازی‌ها را اعلام کرد و به دنبال آن آنگولا نیز به جمع کشورهای تحریم‌کننده پیوست.
ایران از قبل به دلیل «دخالت ایالات متحده در اوضاع خاورمیانه، حمایت آن از اسرائیل و جنایات ایالات متحده در آمریکای لاتین، بخصوص در السالوادور» اعلام کرده بود که بازی‌های المپیک تابستانی ۱۹۸۴ را تحریم خواهد کرد. تحت حکومت انقلابی توماس سانکارا، اوت ولتا (به نام بورکینافاسو در 2 اوت 1984) تصمیم گرفت بازی‌ها را به عنوان پاسخی به حمایت ایالات متحده از آفریقای جنوبی که در حال اجرا بود، تحریم کند. سیاست‌های آپارتاید در آن زمان، و برنامه‌ریزی برای مشارکت آفریقای جنوبی در بازی‌های المپیک تابستانی 1984، و تیم اتحادیه راگبی انگلیس که برای یک بازی دوستانه از آفریقای جنوبی دیدن کردند. لیبی نیز بعد از اینکه خبرنگاران لیبیایی در چارچوب تحریم‌های سال ۱۹۸۳ آمریکا، در ماه ژوئیه آن سال جواز ورود به این کشور را دریافت نکردند، از بازی‌ها کناره گرفت.
آلبانی که متحد جمهوری خلق چین بود، به دنبال سردی روابط چین و شوروی از شوروی فاصله گرفته و به همین دلیل بازی‌های المپیک تابستانی ۱۹۸۰ مسکو را تحریم کرده بود. اما نزدیکی چین با غرب باعث دلگیری آلبانی می‌شود و به همین دلیل تصمیم می‌گیرد که بازی‌های ۱۹۸۴ را نیز تحریم کند. در واقع آلبانی و ایران تنها کشورهایی بودند که هم بازی‌های مسکو و هم بازی‌های لس‌آنجلس را تحریم کردند.

## احتمال انتقام
چهار سال قبل از آن، جیمی کارتر، رئیس‌جمهور آمریکا، تحریم بازی‌های المپیک مسکو توسط ایالات متحده را اعلام کرده بود و ۶۵ کشور به این تحریم پیوسته بودند. این بالاترین تحریم تاریخ بازی‌های المپیک بود. در سال ۱۹۸۴ نوبت اتحاد جماهیر شوروی رسید که بازی‌های آمریکا را تحریم کند و متحدین بلوک شرق و نزدیکانش نیز به آن پیوستند. علی‌رغم اینکه اتحاد جماهیر شوروی تجاری شدن بازی‌ها و مسائل امنیتی را دلیل تحریم اعلام کرد، هاوارد تاینر از روزنامه شیکاگو تریبون بر این عقیده است که «در محتوا، بلاشک ناراحتی و احساس تحقیر ناشی از تحریم‌های سال ۱۹۸۰ در پشت تصمیم تماشایی شوروی در روز سه‌شنبه برای به بن‌بست کشاندن بازی‌های المپیک تابستانی لس‌آنجلس خوابیده».
اغلب مطبوعات غربی نیز بر این عقیده بودند که تحریم شوروی پاسخی به تحریم بازی‌های المپیک تابستانی ۱۹۸۰ مسکو بود که در واکنش به تصرف خاک افغانستان توسط شوروی‌ها در سال ۱۹۷۹ صورت گرفته بود. مطبوعات شوروی اما مرتباً در طبل عدم امنیت ورزشکاران شوروی می‌کوبیدند اما هیچ تهدیدی علیه ورزشکاران بلوک شرق هیچگاه مورد تأیید قرار نگرفت. رومانی که تنها کشور عضو پیمان ورشو بود که در بازی‌های لس‌آنجلس شرکت کرد، به شدت در مراسم گشایش بازی‌ها مورد استقبال قرار گرفت و موفق به کسب مقام سوم جدول مدال‌های این بازی‌ها شد.
پیتر اوبروت، برگزارکننده بازی‌های سال ۱۹۸۴ نیز جزو کسانی بود که معتقد بود تحریم شوروی چیزی جز یک انتقام نیست و آنرا در یک کنفرانس مطبوعاتی در همان روزی که مشعل بازی‌ها از نیویورک به حرکت درآمد، عنوان کرد. رونالد ریگان، رئیس‌جمهور آمریکا بعدها عنوان کرد که بر این عقیده است که نگرانی اصلی اتحاد جماهیر شوروی از این بود که برخی از ورزشکاران از فرصت برگزاری بازی‌ها در ایالات متحده استفاده کرده و به غرب بپیوندند. به همین دلیل هم بود که قبل از برگزاری بازی‌ها دولت ریگان به تعدادی از خواسته‌های شوروی جامه عمل پوشاند تا به آن خاطرجمعی بدهد، چیزی که در منافات کامل با مواضع متعارض دوران جنگ سرد بود.
با بالا رفتن تعداد کشورهایی که به تحریم می‌پیوستند، کمیته بین‌المللی المپیک تصمیم گرفت تاریخ اسم‌نویسی در بازی‌ها را عقب بیندازد.
مطبوعات بر این عقیده بودند که تحریم بازی‌های لس‌آنجلس توسط سه کشور اول در جدول مدال‌های بازی‌های ۱۹۸۰، یعنی اتحاد جماهیر شوروی، آلمان شرقی و بلغارستان، باعث افت شدید سطح بازی‌ها خواهد شد و راه را برای شرکت ورزشکارانی که قبل از آن جواز حضور در بازی‌ها را دریافت نکرده بودند باز خواهد کرد.

## کشورهای تحریم کننده
کشورهای تحریم کننده به ترتیب تاریخ اعلام این تحریم (و نه ترتیب حروف الفبا) در زیر آمده‌است:
اتحاد جماهیر شوروی، بلغارستان، آلمان شرقی، مغولستان، ویتنام، لائوس، چکسلواکی، افغانستان، مجارستان، لهستان، کوبا، یمن جنوبی، کره شمالی، اتیوپی، آنگولا

## کشورهای سوسیالیستی که بازی‌ها را تحریم نکردند
ده کشور سوسیالیست، منجمله شش کشور آفریقایی، تصمیم گرفتند از مسکو پیروی نکرده و هیئت‌های ورزشی خود را به بازی‌های لس‌آنجلس اعزام کنند:
بنین، جمهوری خلق کنگو، ماداگاسکار، موزامبیک، نیکاراگوئه، رومانی، جزایر سیشل
چین علی‌رغم اینکه یک حکومت کمونیستی بود از اتحاد جماهیر شوروی فاصله گرفته و به ایالات متحده نزدیک شده بود. در سال ۱۹۸۰ این کشور در بازی‌های المپیک زمستانی لیک پلاسید شرکت کرده بود، در حالیکه در همان سال اعلام کرده بود که بازی‌های مسکو را تحریم می‌کند. بازی‌های ۱۹۸۴ اولین بازی‌هایی بود که چین پس از سال ۱۹۳۲ در آن شرکت می‌کند. دست بر قضا بازی‌های ۱۹۳۲ نیز در لس‌آنجلس برگزار شده بود.
سومالی: این کشور بعد از جانبداری اتحاد جماهیر شوروی در جنگ اوگادن در اتیوپی، روابط خود را با آن قطع کرده بود
یوگسلاوی: این کشور علی‌رغم اینکه یک کشور سوسیالیستی بود، جزو کشورهای غیرمتعهد به‌شمار می‌آمد و استقلال خود را نسبت به اتحاد جماهیر شوروی اعلام کرده بود و دارای روابط خوبی هم با اتحاد جماهیر شوروی، هم با ایالات متحده بود. از طرف دیگر چون خودش همان سال بازی‌های زمستانی المپیک را برگزار می‌کرد، تحریم بازی‌های تابستانی برای این کشور منتفی بود.